# La Revue acadienne
La Revue acadienne est un groupe humoristique acadien évoluant au Nouveau-Brunswick (Canada).
Le groupe est formé par des improvisateurs en 2001 à l'occasion du festival d'humour Hubcap de Moncton, voulant présenter un numéro rétrospectif de l'année. Devant le succès de la troupe, le premier spectacle complet est présenté en 2003. Des tournées ont lieu par la suite, et huit différents spectacles ont été créés. Les membres de La Revue acadienne sont Mireille Blanchard, Samuel Chiasson, Robert Gauvin, Jean-Sébastien Levesque et  André Roy. Un DVD a été produit.
La Revue acadienne aura sa propre émission à Radio-Canada Acadie en 2011.